# 古田重広
古田 重広（ふるた しげひろ）は、安土桃山時代から江戸時代初期の武将・茶人。古田織部（重然）の嫡男。重嗣とも称したという文献（『豊後古田家譜』）もある。

## 生涯
父・古田織部は茶人として天下一の宗匠であった。慶長20年（1615年）大坂夏の陣の際、織部の婿の元大津代官の鈴木左馬介と茶堂の木村宗喜らが、庶兄の九郎八（重行）などを通して豊臣氏に内通して京に放火し混乱に乗じて徳川家康・秀忠暗殺を企んだ疑いにより京都所司代・板倉勝重に捕らえられた。宗喜の主君である織部も、冬の陣の頃から豊臣氏と内通して徳川方の軍議の秘密を大坂城内へ知らせたなどの嫌疑をかけられ、父織部は大坂落城後の6月11日に伏見城下の屋敷で切腹した。
重広は、『駿府記』などによれば父と同日に伏見で切腹させられたとあるが、『断家譜』には、12月27日に江戸の本誓寺で斬首されたとされている。父と同日に切腹したのは、弟の親子たちである。